# Phillips (Mondkrater)
Phillips ist ein Einschlagkrater am östlichen Rand der Mondvorderseite, südöstlich des Mare Fecunditatis, östlich des großen Kraters Humboldt, an dessen Rand er unmittelbar anschließt.
Der Krater ist sehr stark erodiert und das Innere uneben.
| Buchstabe | Position           | Durchmesser | Link |
| --------- | ------------------ | ----------- | ---- |
| A         | 27,14° S, 73,57° O | 15 km       |      |
| B         | 23,2° S, 70,53° O  | 41 km       |      |
| C         | 26,51° S, 71,12° O | 8 km        |      |
| D         | 25,03° S, 70,75° O | 62 km       |      |
| E         | 25,6° S, 68,1° O   | 10 km       |      |
| F         | 25,09° S, 68,8° O  | 12 km       |      |
| G         | 24,55° S, 68,69° O | 8 km        |      |
| H         | 25,26° S, 71,29° O | 8 km        |      |
| W         | 25,15° S, 72,35° O | 62 km       |      |

Der Krater wurde 1935 von der IAU nach dem britischen Geologen und Astronomen John Phillips offiziell benannt.